# Pertes humaines lors des guerres napoléoniennes

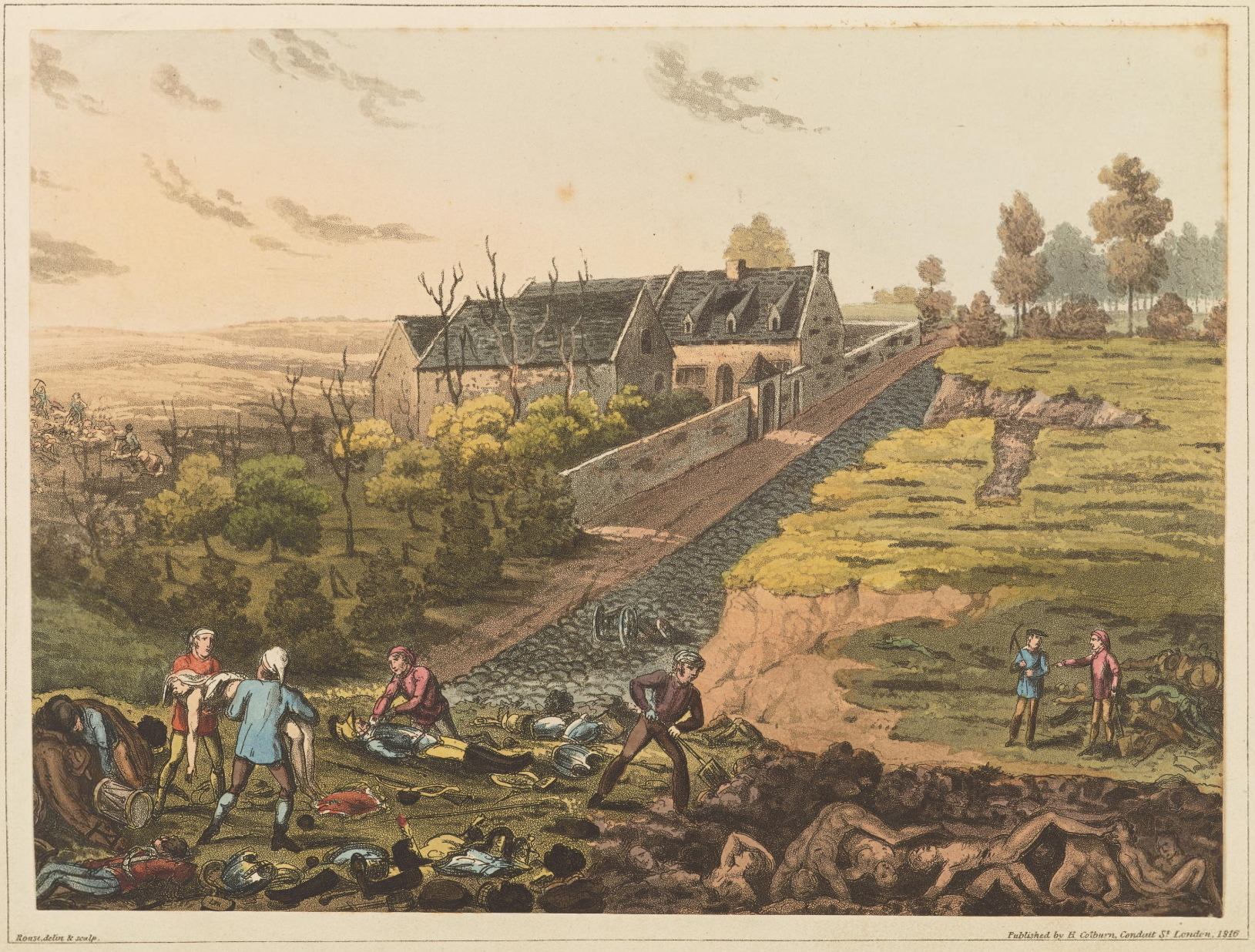
Constitution d'un charnier à la suite de la bataille de Waterloo.

Les pertes humaines des guerres napoléoniennes (1803-1815), directes et indirectes, s'évaluent comme ci-dessous ; les morts inscrites incluent aussi bien les morts au combat que les morts liées aux blessures, maladies, famines, hypothermie, tirs amis, etc.

## Pertes de l'Empire français
L'estimation précise des pertes demeure très difficile notamment en raison du fait que, selon l'historien Alain Pigeard, spécialiste de l'histoire militaire napoléonienne, les partisans de l'Empereur cherchent à minimiser les chiffres des pertes, alors que  ses détracteurs cherchent à les gonfler. 

### Selon les historiens français
Selon l'historien Thierry Lentz, qui s'appuie sur les travaux réalisées dans les années 1970 par le démographe-historien Jacques Houdaille, les pertes françaises « se situent dans une fourchette de 900 000 à 1 million de morts... mais peut-être moins ». Le site de la Fondation Napoléon, que Thierry Lentz dirige depuis 2000, reprend ces mêmes chiffres : pour environ 2,2 millions d’hommes mobilisés par la France de 1800 à 1815, « le nombre de 900 000 à 1 000 000 tués [dont 439 000 morts des combats ou à l’hôpital] constituerait donc le bilan de 15 années de conflit [avec] une moyenne de près de 75 000 tués par an » et près de 50 % des pertes survenues en 1812-1814. La Fondation Napoléon précise aussi qu'« il est presque impossible de chiffrer le nombre des civils qui perdirent la vie à cause des guerres. »
L'historien Alain Pigeard considère que 2 432 335 Français ont été « appelés » au service militaire, de 1799 à 1815. En enlevant les 15 à 25 % de réfractaires ou d'insoumis, environ deux millions de Français servirent durant cette période. Il estime les pertes à 780 000 militaires morts, alliés de la France compris, dont 580 000 morts français, chiffre élevé, mais « trois fois moins important que celui de la Première Guerre
mondiale sur une période deux fois et demi moins longue. »
En 2023, dans L'Infographie de l'Empire napoléonien, les historiens Vincent Haegele et Frédéric Bey donnent un bilan d'environ 1 117 000 morts causés par les guerres et les épidémies, de 1792 à 1815, soit 3,2 % de la population, dont :
- 450 000 militaires tués au moins, de 1792 à 1802 (guerres de la Révolution française) ;
- 460 000 militaires tués de 1803 à 1815 (guerres napoléoniennes);
- 40 000 morts dans la marine, de 1792 à 1815 ;
- 220 000 civils tués de 1792 à 1815 (dont 170 000 pendant la guerre de Vendée) ;
- 170 000 morts, dont 90 000 militaires et au moins 80 000 civils, dans les départements étrangers, annexés par la République et par l'Empire.

Pour les forces alliées à l'Empire, Vincent Haegele et Frédéric Bey donnent les bilans suivants : 
- Duché de Varsovie : 250 000 morts, dont 200 000 militaires et 50 000 civils, soit 5,8 % de la population ;
- Confédération du Rhin : 350 000 morts, dont 150 000 militaires et 200 000 civils, soit 3,2 % de la population ;
- Italie (Royaume d'Italie, Royaume de Naples, Royaume des Deux-Siciles et Royaume de Sardaigne) : 220 000 morts, dont 120 000 militaires et 100 000 civils, soit 1,57 % de la population.

### Selon les historiens étrangers
L'historien autrichien Gaston Bodart a affirmé que l'armée napoléonienne avait eu 371 000 tués au combat et 800 000 morts de maladie ou de froid, principalement lors de la désastreuse campagne de Russie (1812). Au total, plus de 1 100 000 soldats français morts[réf. obsolète].
L'historien David Gates affirme quant à lui que 916 000 soldats français sont morts.

## Pertes des Coalisés
Pour les armées coalisées, le site de la Fondation Napoléon dirigée par Thierry Lentz explique que : « le total de leurs pertes serait supérieur [à celui de l'Empire français]. Les écarts vont de 1 million à plus de 2,5 millions. Un bilan médian peut être défini autour de 2 millions. »
En 2020, les recherches de l'historien Alexander Mikaberidze aboutissent à un bilan de deux millions de morts parmi les soldats des forces coalisées.
En 2023, dans L'Infographie de l'Empire napoléonien, les historiens Vincent Haegele et Frédéric Bey donnent le bilan suivant pour les pertes des Alliés, causées par les guerres et les épidémies, de 1792 à 1815 :
- Royaume-Uni de Grande-Bretagne et d'Irlande : 290 000 militaires tués (dont 200 000 dans la British Army et 90 000 dans la Royal Navy), soit 1,55 % de la population de 1811 ;
- Royaume de Portugal : 175 000 morts, dont 75 000 militaires et 100 000 civils, soit 5,9 % de la population  ;
- Royaume d'Espagne : 650 000 morts, dont 250 000 militaires et 600 000 civils, soit 5,5 % de la population ;
- Empire d'Autriche : 425 000 morts, dont 375 000 militaires et 50 000 civils, soit 1,52 % de la population ;
- Empire russe : 600 000 morts, dont 500 000 militaires et 100 000 civils, soit 1,5 % de la population ;
- Royaume de Prusse : 200 000 morts, dont 135 000 militaires et 65 000 civils, soit 2 % de la population ;
- Italie (Royaume d'Italie, Royaume de Naples, Royaume des Deux-Siciles et Royaume de Sardaigne) : 220 000 morts, dont 120 000 militaires et 100 000 civils, soit 1,57 % de la population.

Royal Navy, 1804–1815
- tués en combat : 27 663
- naufrages, noyades, incendies : 13 621
- maladies : 50 102
- total : 92 386

Armée britannique, 1804–1815
- tués au combat : 103 420
- maladies : 99 000
- total : 202 420

## Total des pertes et des disparus
- 2 500 000 militaires en Europe

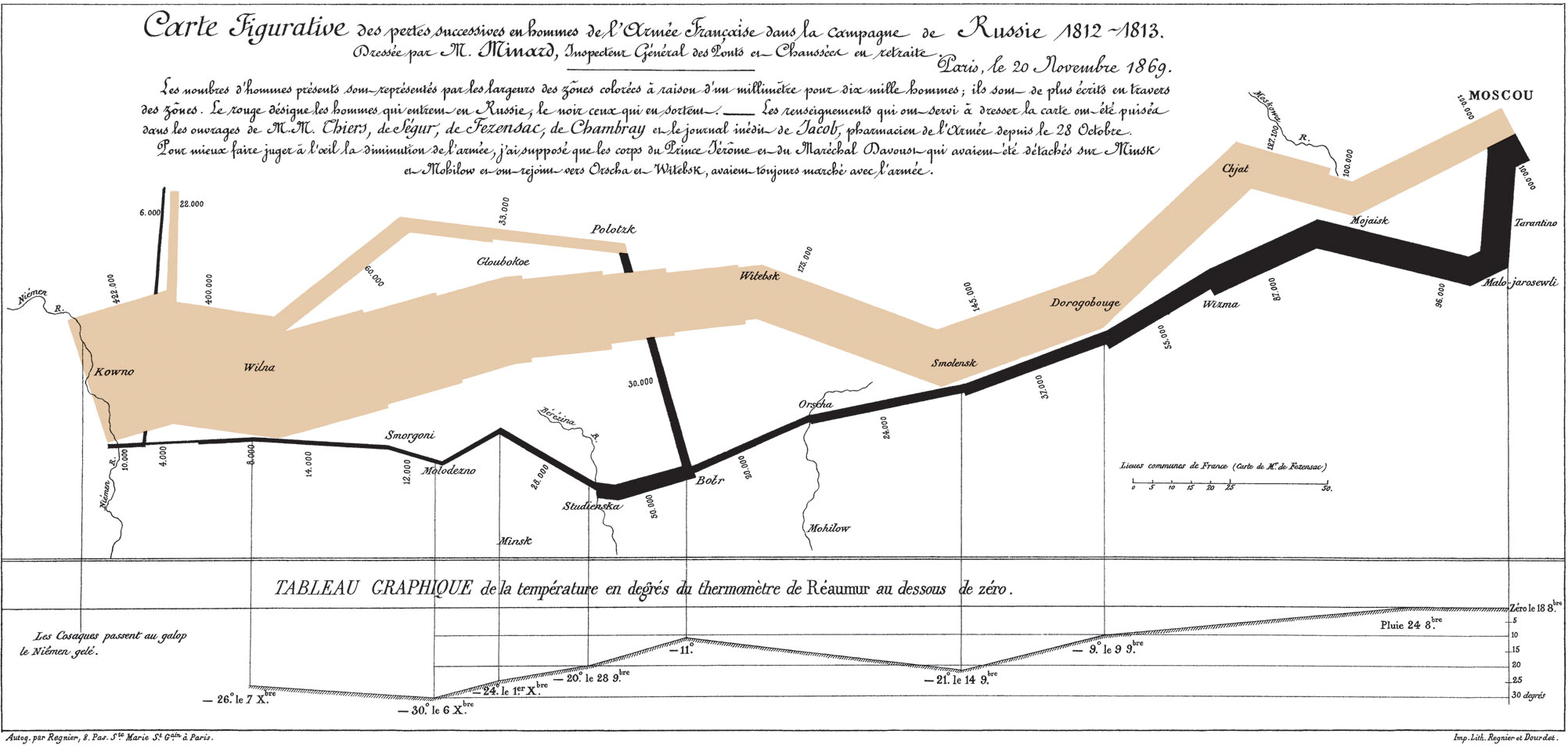
Un graphe par Charles Minard montrant les effectifs de la Grande Armée à l’aller et au retour de Moscou, par l’épaisseur de la ligne. En dessous, une fonction de la température en degré Réaumur (1 °R = 1,25 °C) se lisant de droite à gauche.

- 1 000 000 civils ont été tués en Europe et dans les colonies françaises[7]

Néanmoins, ces chiffres sont très variables selon les historiens.
En partant du principe que les alliés et ennemis de la France subirent « des pertes « légèrement supérieures » à celles de la Grande Armée », Thierry Lentz estime qu'au total « les guerres de l'Empire auraient donc coûté à l'Europe de 2 à 2,5 millions d'hommes », non compris les pertes civiles.
David Gates estime que 5 000 000 d'hommes ont été tués durant les guerres napoléoniennes. Il n'a pas précisé si ce nombre incluait les pertes civiles ou juste les pertes militaires.
Charles Esdaile estime au nombre de 4 millions à 7 millions des pertes totales, incluant les civiles. 
Erik Durschmied, dans son livre The Hinge Factor, donne le nombre de 1,4 million de Français morts de toutes causes (maladies, disparus, famine). 
Adam Zamoyski estime que 400 000 soldats russes sont morts durant la seule campagne de Russie (1812). Les pertes civiles durant cette campagne étaient probablement comparables. 
Alan Schom estime que 3 millions de militaires sont morts durant les guerres napoléoniennes. 
En 2023, dans L'Infographie de l'Empire napoléonien, les historiens Vincent Haegele et Frédéric Bey, donnent un bilan de 4,5 millions de morts (dont environ 3 135 000 militaires et 1 365 000 civils) pour l'ensemble des pertes causées par les combats et les épidémies, de 1792 à 1815, lors des guerres de la Révolution française et des guerres napoléoniennes.
Les pertes civiles sont impossibles à estimer avec précision. Alors que les pertes militaires sont toujours estimées entre 2 millions et 3,5 millions de morts, les pertes civiles varient de 750 000 à 3 millions. Ainsi, les estimations des pertes au total, à la fois militaire et civile, s'évaluent entre 2 750 000 et 6 500 000.

### Rapport des pertes humaines en Europe en 1800
La population totale européenne en 1800 est estimée à 187 millions, ainsi si les pertes sont entre 3 et 7 millions, cela représente 1,6 % à 3,7 % de cette population.
|                   | Population | Estimation du nombre de morts | %       |
| ----------------- | ---------- | ----------------------------- | ------- |
| France            | 30 000 000 | ~ 1 000 000                   | ~ 3,3 % |
| Russie            | 35 005 000 | ~ 290 000                     | ~ 0,8 % |
| Angleterre        | 16 000 000 |                               |         |
| Royaume de Prusse | 9 700 000  |                               |         |
| Royaume d'Espagne | 24 710 115 |                               |         |

### Ouvrages
- Vincent Haegele, Frédéric Bey, et Nicollas Guillerat, Infographie de l'Empire napoléonien, Perrin, 2023, 157 p. (ISBN 978-2379330865).
- Hervé Drévillon, Michel Roucaud, François Houdecek,  Stéphane Calvet, Frédéric Lemaire, Jean-François Brun, Compter les morts dans les campagnes napoléoniennes : une problématique complexe ?, Napoleonica. La Revue 2023/3 (N° 47), La Fondation Napoléon, 2023, 254 p. (lire en ligne)
- Philippe-Joseph-Benjamin Buchez et Pierre-Célestin Roux-Lavergne, « Documens complémentaires à l'histoire de l'Empire : État des conscriptions levées sous l'empire », dans Histoire parlementaire de la Révolution française, ou Journal des assemblées nationales depuis 1789 jusqu'en 1815, t. 39, Paris, Paulin libraire, 1838 (lire en ligne), p. 526-528

### Articles
- Jacques Houdaille, « Pertes de l'armée de terre sous le premier Empire, d'après les registres matricules. », Population, t. 27,‎ janvier-février 1972, p. 27-50 (lire en ligne)
- Albert Meynier, « Levées et pertes d'hommes sous le Consulat et l'Empire », Revue des études napoléoniennes,‎ janvier-juin 1930, p. 26-51 (lire en ligne)
- Jean Bourdon, « Levées et pertes d'hommes en France de 1792 à 1815 comparées à celles de 1914 à 1918 », Journal de la société statistique de Paris, t. 77,‎ 1936, p. 207-215 (lire en ligne)